# Aydın (tartomány)
Aydın tartomány Törökország délnyugati részén található, az Égei-tenger közelében, északon İzmir, északkeleten Manisa, keleten Denizli és délen Muğla tartomány határolja. A tartomány népessége 991 000 fő, székhelye: Aydın.
A mai tartomány területén volt található a római korban Kária tartománya. Ma több római kori romváros is található a tartományban, úgy mint Alinda és Alabanda.

## Körzetei
A tartománynak 17 körzete van:
- Aydın
- Bozdoğan
- Buharkent
- Çine
- Didim
- Germencik
- Incirliova
- Karacasu
- Karpuzlu
- Kirazli
- Koçarlı
- Köşk
- Kuşadası
- Kuyucak
- Nazilli
- Söke
- Sultanhisar
- Yenipazar

## Történelem
A trákok alapították az ókorban, de ismert volt korábban Tralles néven is. Miután a tartomány egy földrengészóna területén helyezkedik el, így a várost építették és újjáépítették a spártaiak, a frígiaiak, a jónok, a lüdök, a perzsák és az ókori rómaiak is. 1186-ban a szeldzsukok vették át az irányítást a terület felett, amit követett az Aydınoğlu-dinasztia uralkodása 1300-1425 között. Ekkor a város neve Aydın Güzelhisar (szép vár) volt. II. Murád 1426-ban csatolta az Ottomán birodalomhoz.

## Földrajz
A tartomány nyugati és központi részén elhelyezkedő termékeny síkságot az Égei-tengeri régió legnagyobb folyamának a Meander vízével öntözik. Ettől északra az Aydın-hegység, délre pedig a Menteşe-hegység terül el. A Meander folyó deltájában található a Bafa-tó (törökül: Bafa Gölü). Az éghajlat tipikusan földközi-tengeri: nyáron nagyon forró.
A tartomány fő bevételi forrása a mezőgazdaság és a turizmus. A tengerparti városok, Didim és Kuşadası jelentős turistaközpontok; előbbi közelében található Apolló temploma, valamint az ősi Milétosz romjai, utóbbi közelében pedig a Büyük Menderes Delta Nemzeti Park.
A világpiacokon is elterjedt eredeti név a „szmírnai füge” volt (İzmir a nagybani gyümölcskereskedésről és exportról is híres), de a hagyományos gyümölcstermesztés mindig is Aydın tartományhoz kötődött, s ebből származik a Törökország szerte elterjedt kifejezés is: "aydıni füge" (törökül: Aydın incirı). Törökország éves szárított füge termése nagyjából 50.000 tonna, melynek túlnyomó része Aydın tartományból származik. Egyéb fontos mezőgazdasági termékek: az olajbogyó, a gesztenye, a gyapot, a citrusfélék és a görögdinnye.
Az itteni konyha jellegzetességei: a tipikus török sütemények, valamint a köfte és a kebab.

## Látnivalók
- Alabanda, ókori római romváros
- Alinda, ókori római romváros
- Aydın: Alihan Kümbet (Aydınoğlu-dinasztia mauzóleuma)
- Güllübahçe falu mellett: Priéne, ókori romváros Kuşadasıtól délre 36 km
- Kuşadası: Öküz Mehmet pasa karavánszerája, épült 1618-ban